# اندری پوندلنیک
اندری پوندلنیک (اوکراینی: Андрій Валерійович Понєдєльнік؛ زادهٔ ۲۸ فوریهٔ ۱۹۹۷) بازیکن فوتبال اهل اوکراین است.